# Celtic Woman (álbum)
Celtic Woman — también conocido como Celtic Woman: The Show — es el nombre homónimo del álbum debut del grupo de cantantes irlandesas Celtic Woman, publicado el 1 de marzo de 2005 por Manhattan Records y distribuido por EMI.

## Antecedentes
Las integrantes presentes en este primer álbum fueron las mismas que encantaron al público en una presentación especial de PBS de mismo nombre realizada el 15 de septiembre de 2004.
Celtic Woman logró posicionarse en el puesto N° 1 de la lista de World Music de Billboard con un récord de permanencia de 86 semanas con este primer álbum. Con el asombroso éxito del quinteto su director y compositor David Downes adoptó el título “Celtic Woman” como nombre oficial y permanente de la agrupación. Desde entonces, el grupo ha recorrido Norteamérica, Europa, África, Brasil y Asia en sus exitosas giras.
Las vocalistas es esta primera producción oficial son Chloë Agnew, Órla Fallon, Lisa Kelly, Méav Ní Mhaolchatha y la violinista Máiréad Nesbitt.
Por este exitoso álbum Celtic Woman obtuvo dos reconocimientos por parte de la RIAA: en agosto de 2005 les fue otorgado un disco de oro por alcanzar la cantidad de 500.000 copias vendidas mundialmente y, en diciembre del mismo año, recibieron un disco de platino por ventas sobre el millón de discos vendidos en todo el mundo.

## Lista de temas
- Los apellidos ennegrecidos señalan a la(s) vocalista(s) principal(es) en las canciones.

### CD
| Celtic Woman |                                                             |                                                   |          |  |
| N.º          | Título                                                      | Intérprete(s)                                     | Duración |  |
| 1.           | «Last Rose of Summer (Intro) / Walking in the Air»          | Chloë Agnew                                       | 4:20     |  |
| 2.           | «May It Be»                                                 | Lisa Kelly                                        | 3:48     |  |
| 3.           | «Isle of Inisfree»                                          | Órla Fallon                                       | 3:27     |  |
| 4.           | «Danny Boy»                                                 | Méav Ní Mhaolchatha                               | 3:26     |  |
| 5.           | «One World»                                                 | Agnew / Fallon / Kelly / Ní Mhaolchatha           | 3:49     |  |
| 6.           | «Ave Maria»                                                 | Chloë Agnew                                       | 2:56     |  |
| 7.           | «Send me a Song»                                            | Lisa Kelly                                        | 4:23     |  |
| 8.           | «Siúil a Rún (Walk my Love)»                                | Órla Fallon                                       | 3:16     |  |
| 9.           | «Orinoco Flow»                                              | Fallon / Kelly / Ní Mhaolchatha                   | 3:32     |  |
| 10.          | «Someday»                                                   | Chloë Agnew                                       | 4:22     |  |
| 11.          | «She Moved thru' the Fair»                                  | Méav Ní Mhaolchatha                               | 3:31     |  |
| 12.          | «Nella Fantasia»                                            | Chloë Agnew                                       | 3:42     |  |
| 13.          | «The Butterfly»                                             | Máiréad Nesbitt                                   | 3:01     |  |
| 14.          | «Harry's Game»                                              | Órla Fallon                                       | 2:31     |  |
| 15.          | «The Soft Goodbye»                                          | Agnew / Kelly / Ní Mhaolchatha                    | 3:58     |  |
| 16.          | «You Raise Me Up»                                           | Agnew / Fallon / Kelly / Nesbitt / Ní Mhaolchatha | 4:33     |  |
| 17.          | «The Ashoken Farewell / The Contraction (Bonus Live Track)» | Máiréad Nesbitt                                   | 4:09     |  |
| 18.          | «Sí Do Mhaimeo Í (The Wealthy Widow) (Bonus Live Track)»    | Ní Mhaolchatha / Nesbitt                          | 2:12     |  |
| 64:56        |                                                             |                                                   |          |  |

#### Bonus Track en Edición Coreana
| Celtic Woman (Korean Edition) |                                                          |                     |          |  |
| N.º                           | Título                                                   | Intérprete(s)       | Duración |  |
| 19.                           | «I Dreamt I Dwelt In Marble Halls (Live from The Helix)» | Méav Ní Mhaolchatha | 3:38     |  |
| 68:34                         |                                                          |                     |          |  |

#### Bonus Tracks en Edición Japonesa
| Celtic Woman (Japan Edition) |                                                          |                                           |          |  |
| N.º                          | Título                                                   | Intérprete(s)                             | Duración |  |
| 19.                          | «Jesu, Joy of Man's Desiring (Live from The Helix)»      | Agnew / Fallon / Nesbitt / Ní Mhaolchatha | 4:26     |  |
| 20.                          | «I Dreamt I Dwelt In Marble Halls (Live from The Helix)» | Méav Ní Mhaolchatha                       | 3:38     |  |
| 73:00                        |                                                          |                                           |          |  |

### DVD
- Los apellidos ennegrecidos señalan a la vocalista principal en las canciones.

| Celtic Woman: The Show |                                                    |                                                   |          |  |
| N.º                    | Título                                             | Intérprete(s)                                     | Duración |  |
| 1.                     | «Last Rose of Summer (Intro) / Walking In the Air» | Chloë Agnew                                       |          |  |
| 2.                     | «Danny Boy»                                        | Méav Ní Mhaolchatha                               |          |  |
| 3.                     | «The Butterfly»                                    | Máiréad Nesbitt                                   |          |  |
| 4.                     | «Siúil a Rún (Walk my Love)»                       | Órla Fallon                                       |          |  |
| 5.                     | «Jesu Joy of Man’s Desiring»                       | Agnew / Fallon / Ní Mhaolchatha / Nesbitt         |          |  |
| 6.                     | «May It Be»                                        | Lisa Kelly                                        |          |  |
| 7.                     | «Isle of Inisfree»                                 | Órla Fallon                                       |          |  |
| 8.                     | «Ave María»                                        | Agnew / Fallon                                    |          |  |
| 9.                     | «Sí Do Mhaimeo Í (The Whealty Widow)»              | Ní Mhaolchatha / Nesbitt                          |          |  |
| 10.                    | «My Lagan Love»                                    | Máiréad Nesbitt                                   |          |  |
| 11.                    | «Somewhere»                                        | Agnew / Fallon / Kelly / Ní Mhaolchatha           |          |  |
| 12.                    | «The Soft Goodbye»                                 | Agnew / Kelly / Ní Mhaolchatha                    |          |  |
| 13.                    | «She Moved thru’ the Fair»                         | Méav Ní Mhaolchatha                               |          |  |
| 14.                    | «Send me a Song»                                   | Lisa Kelly                                        |          |  |
| 15.                    | «Someday»                                          | Chloë Agnew                                       |          |  |
| 16.                    | «I Dreamt I Dwelt in Marble Halls»                 | Méav Ní Mhaolchatha                               |          |  |
| 17.                    | «Orinoco Flow»                                     | Fallon / Kelly / Ní Mhaolchatha                   |          |  |
| 18.                    | «The Ashoken Farewell / The Contradiction»         | Máiréad Nesbitt                                   |          |  |
| 19.                    | «Harry's Game»                                     | Órla Fallon                                       |          |  |
| 20.                    | «Nella Fantasia»                                   | Chloë Agnew (oboe por David Agnew)                |          |  |
| 21.                    | «One World»                                        | Agnew / Fallon / Kelly / Ní Mhaolchatha           |          |  |
| 22.                    | «You Raise Me Up»                                  | Agnew / Fallon / Kelly / Nesbitt / Ní Mhaolchatha |          |  |

𝗖𝗲𝗹𝘁𝗶𝗰 𝗪𝗼𝗺𝗮𝗻: 𝗧𝗵𝗲 𝗦𝗵𝗼𝘄
1• 

## Solo Worksen Celtic Woman
La mayoría de los temas en esta variada compilación para este primer álbum del conjunto derivó de las obras en solitario de cada una de las integrantes de la agrupación, obras que resultaron muy exitosas desde el momento de su publicación. Para su primer disco en conjunto, Celtic Woman; se seleccionaron los siguientes temas para producirlos nuevamente:
- «Last Rose of Summer»: Es el preludio que antecede la canción Walking In The Air, Es la pista 8 en el álbum de Chloë Agnew, «Chloë». Esta pieza es instrumental.
- «Walking In the Air»: Proviene del segundo álbum de Chloë Agnew, «Walking In The Air», publicado en 2004. La pieza es interpretada por Agnew.
- «May It Be»: Es una de las interpretaciones más destacadas de la cantante irlandesa Lisa Kelly, compuesta originalmente por la connotada cantante, pianista y compositora irlandesa Enya para la banda sonora de la película El Señor de los Anillos: la Comunidad del Anillo. En su interpretación por Kelly, el tema fue extraído de su álbum debut llamado simplemente «Lisa», lanzado en 2003.
- «Danny Boy»: Proviene del tercer álbum en solitario de Méav Ní Mhaolchatha llamado «A Celtic Journey», en su versión original es acompañada orquestalmente en cambio en su nueva grabación para Celtic Woman es acompañada por un coro.
- «One World»: Apareció por primera vez en el álbum «Walking In the Air» de Chloë Agnew, la pieza fue compuesta y arreglada por David Downes con la colaboración de la letrista Caitríona Ní Dhubhghaill.
- «Ave Maria»: Versión correspondiente a la composición de Bach, esta es de las primeras grabaciones de Agnew que originalmente apareció en su álbum debut llamado de forma homónima «Chloë»
- «Send me a Song»: Al igual que el tema «One World», la canción fue compuesta por Downes y Ní Dhubhghaill y por primera vez apareció en el primer álbum de Lisa Kelly.
- «Siúil a Rún (Walk my Love)»: Fue la versión interpretada por Kelly como el tema de apertura de su primer disco, en su versión para Celtic Woman, fue interpretada por Órla Fallon en solitario.
- «Someday»: Fue utilizada para el repertorio del segundo disco de Agnew, en esta versión solo se añade una pequeña introducción en guitarra.
- «She Moved thru' the Fair»: Fue un de los temas más populares de Méav Ní Mhaolchatha, estrenado en su primer álbum en solitario «Méav» y en su tercera producción discográfica «A Celtic Journey». En su versión para Celtic Woman, el tema es más abreviado, omitiendo secciones corales.
- «Nella Fantasia»: Se incluyó en el segundo álbum oficial de Agnew, «Walking In the Air». En su versión original es acompañada por su padre, el oboísta irlandés David Agnew, tocando un solo de oboe en el intermedio de la canción. David Agnew también aparece como invitado especial ejecutando este instrumento en el primer concierto de la agrupación.
- «The Soft Goodbye»: Esta canción fue incluida en el repertorio de temas del primer álbum de Kelly, al igual que otras composiciones originales de David Downes, el tema fue coescrito con la ayuda de la letrista Caitríona Ní Dhubhghaill.
- «Sí Do Mhaimeo Í»: Apareció originalmente en el álbum «Méav» de Ní Mhaolchatha de 1999. En su versión para Celtic Woman es interpretada por Méav, acompañada en el violín por Máiréad Nesbitt.
- «Jesu Joy of Man’s Desiring»: Es la pista n° 9 en el segundo álbum de Agnew. En la versión arreglada para el concierto debut de Celtic Woman, la nueva versión es interpretada por Agnew, Fallon, Ní Mhaolchatha y Nesbitt en el violín.